# Интерсубективност
Интерсубективността е нещо, което се споделя от два или повече субекта.

## Дефиниция
Интерсубективността е „Споделянето на субективни състояния от два или повече индивида.“ 

## Интерсубективността в психоанализата
Сред ранните автори, които използват в психоанализата тази концепция, в експлицитен или имплицитен (тоест дали е написано директно или при анализ се забелязват следите от понятието в авторовите думи), могат да се споменат Хайнц Кохут, Роберт Столороу, Джордж Атъууд, Джесика Бенджамин в САЩ и други. Възприемането на перспективана на интерсубективността в психоанализата означава, преди всичко, да се откаже това, което Робърт Столороу дефинира като „митът за изолираната психика“.
От края на 80-те направлението в психоанализата често се свързва с психоанализата на отношенията или само тя е била развивана. Централна личност е Даниел Стърн . Емпирично школата на интерсубективността е вдъхновена от изследванията на невербалната комуникация при бебета. В нея още се набляга на значимостта на истинските отношения с двама равни партньора. Журналът „Психоаналитични диалози“ е посветен на психоанализата на отношенията.